# Cnemidocarpa alentura
Cnemidocarpa alentura är en sjöpungsart som först beskrevs av William Abbott Herdman 1906.  Cnemidocarpa alentura ingår i släktet Cnemidocarpa och familjen Styelidae. Inga underarter finns listade i Catalogue of Life.